# Ponerorchis chidorii
Ponerorchis chidorii är en orkidéart som först beskrevs av Tomitaro Makino, och fick sitt nu gällande namn av Jisaburo Ohwi. Ponerorchis chidorii ingår i släktet Ponerorchis och familjen orkidéer. Inga underarter finns listade i Catalogue of Life.